# 高場乱

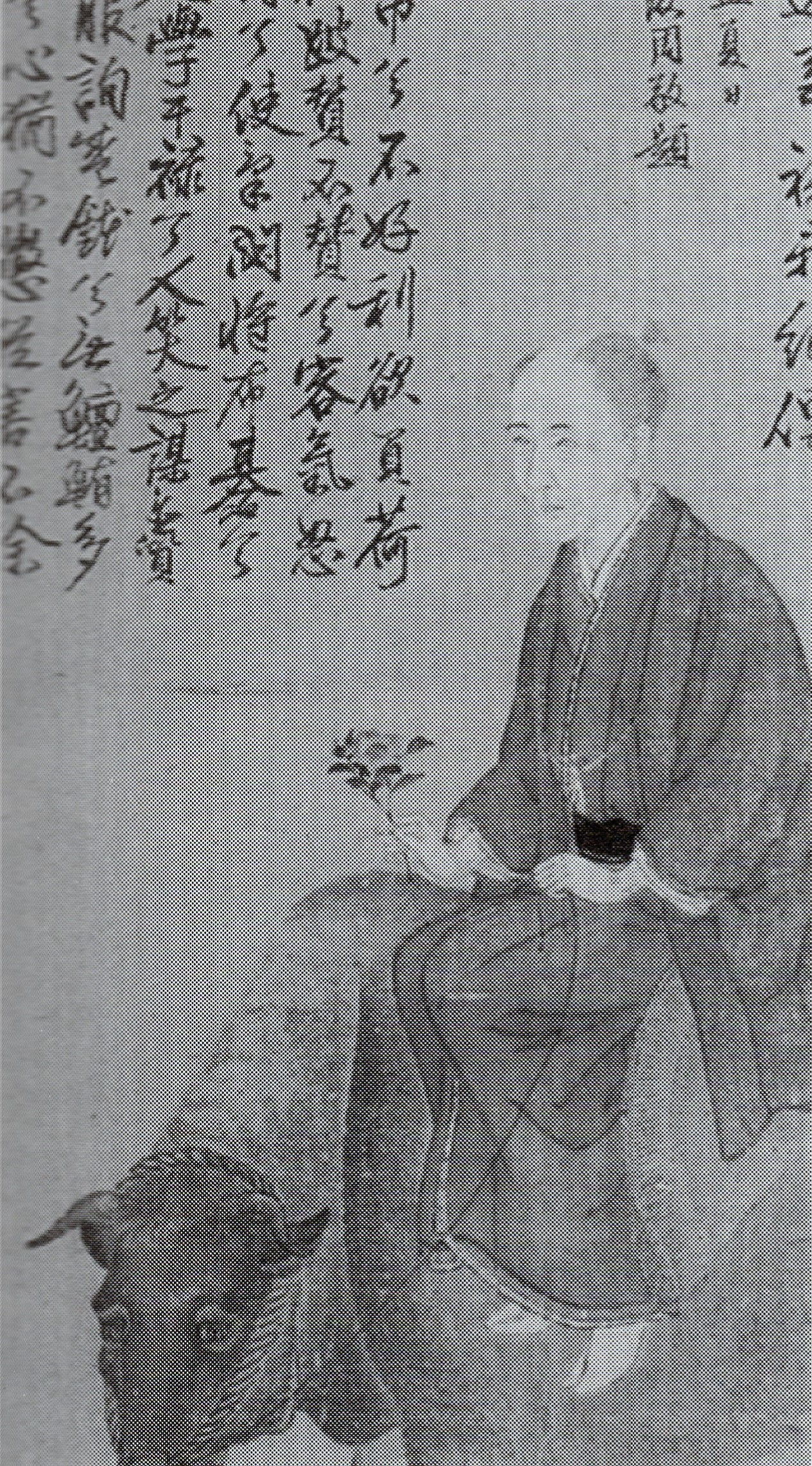
高場乱像（玄洋社記念館蔵)

高場 乱（たかば おさむ、天保2年10月8日（1831年11月11日）- 明治24年（1891年）3月31日）は、江戸時代末期の女性儒学者で、眼科医、教育者。筑前国博多の人。幼名はらん、のち養命。諱は元陽のち乱。通称は小刀。号は仙芝、空華堂。頭山満ら多くの国士を育てた。通称は人参畑の先生。

## 経歴

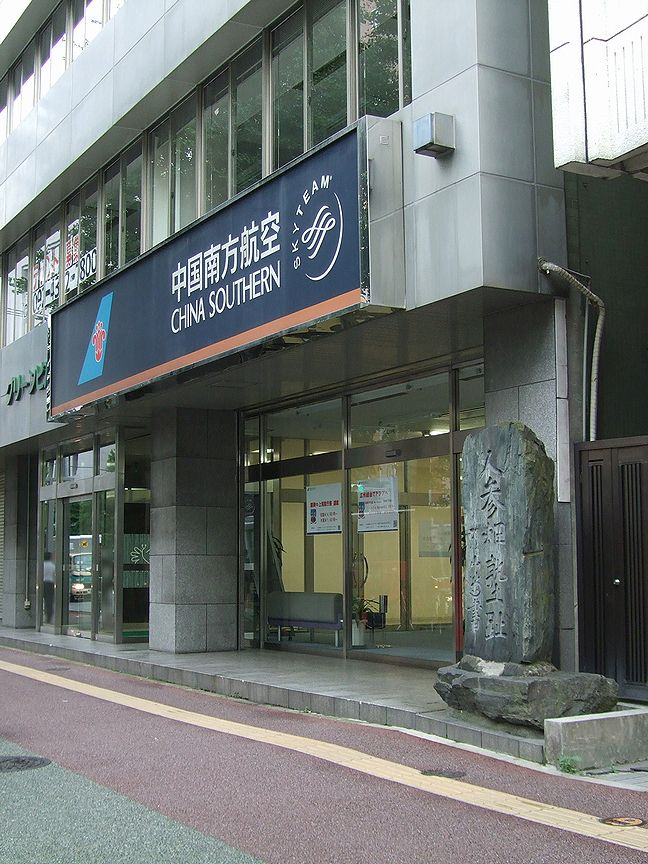
人参畑塾跡記念碑。博多駅近くのグリーンビル脇にかつてあった

高場乱の銅像。2023年3月31日。高場乱の命日に建立。崇福寺

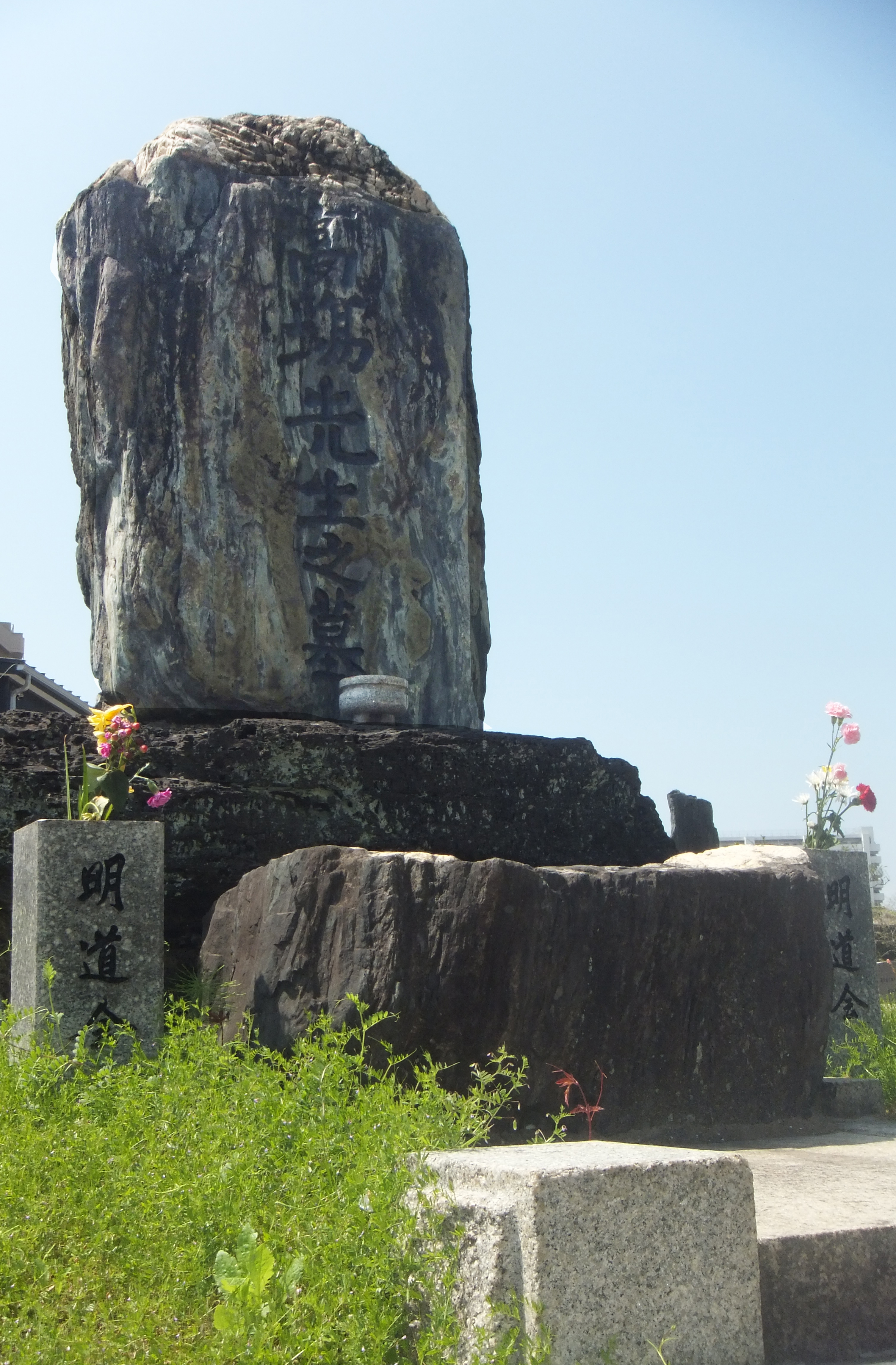
高場乱の墓（崇福寺）

筑前国博多瓦町の眼科医・高場正山の末子として生まれる（二女）。高場家は代々眼科医の名門で福岡藩の藩医を務めていた。幼名は「養命」であり、乱は男子扱いで育てられた。天保12年（1841年）、10歳で男性として元服した。この元服は藩に受理された公的なものであった。16歳で結婚したが、これを不服として自ら離縁し、20歳の時に亀井昭陽の亀井塾に入った。亀井塾は当時身分性別を問わない学風で、女性の弟子も多かった。先に挙げた原采蘋もその一人であった。
亀井塾で学問を修めた乱は明治6年（1873年）、福岡藩住吉村の薬用人参畑の跡（現在博多駅の近く）に私塾興志塾（通称「人参畑塾」）を開設し、医業の傍ら教育にも携わる道を選んだ。弟子は乱暴者と評判の者が多かったが、乱もあえてそういった人物を拒まなかったと伝わる。そのせいもあって乱は世間から「人参畑の女傑」と呼ばれ、塾も「梁山泊」などと呼ばれていたという。しかし、乱自身は生来虚弱で、華奢であったと伝えられている。そんな興志塾に明治7年（1874年）頃に入門したのが玄洋社で知られる頭山満であり、彼の他にも後の玄洋社の主要なメンバーとなった平岡浩太郎や進藤喜平太、箱田六輔に武部小四郎などはいずれも興志塾で学んだ。
その弟子たちが起こした明治10年（1877年）3月の福岡の変への関与を疑われ、乱も一時は拘束されたが、のち釈放されている。その後、頭山らが結成した向陽社（玄洋社の前身）内部の抗争を仲裁するなどしつつ、弟子たちの行く末を見守っていたが、自由民権運動の高まりの中で多くの弟子たちが命を落としていった。特に、弟子の一人である来島恒喜が大隈重信へテロを仕掛けた上で自殺したことには衝撃を受けたようであり、一方でこの件を「匹夫の勇」と評した書簡が残っている。その他方、自決したことには嘆きの歌を詠んでいる。
ながらえて

明治の年の秋なから

心にあらぬ

月を見るかな—
来島の自殺の翌年、乱は病床に伏し、医者であるにもかかわらず一切の治療を拒み、弟子たちに看取られつつ逝去した。明治24年（1891年）3月31日、59歳であった。
墓所は福岡市の崇福寺にあり、墓碑銘「高場先生之墓」は勝海舟の揮毫による。その墓所が面する玄洋社関係者の墓域は整備された。高場の生誕190年に像を建てようとクラウドファンディングで呼びかけると、牛に横乗りする記念像を2023年3月に除幕した。
高場乱は「那珂郡住吉大井手之碑」という資料を記した。大井手とは「大きな用水路」を指す。

## 講談
神田紅は講談「近代日本の女傑 男装帯刀の女医 高場乱」をまとめ、2005年（平成17年）福岡で上演した。